# 費默斯巴赫河
47°31′04″N 11°26′32″E / 47.51789°N 11.44209°E

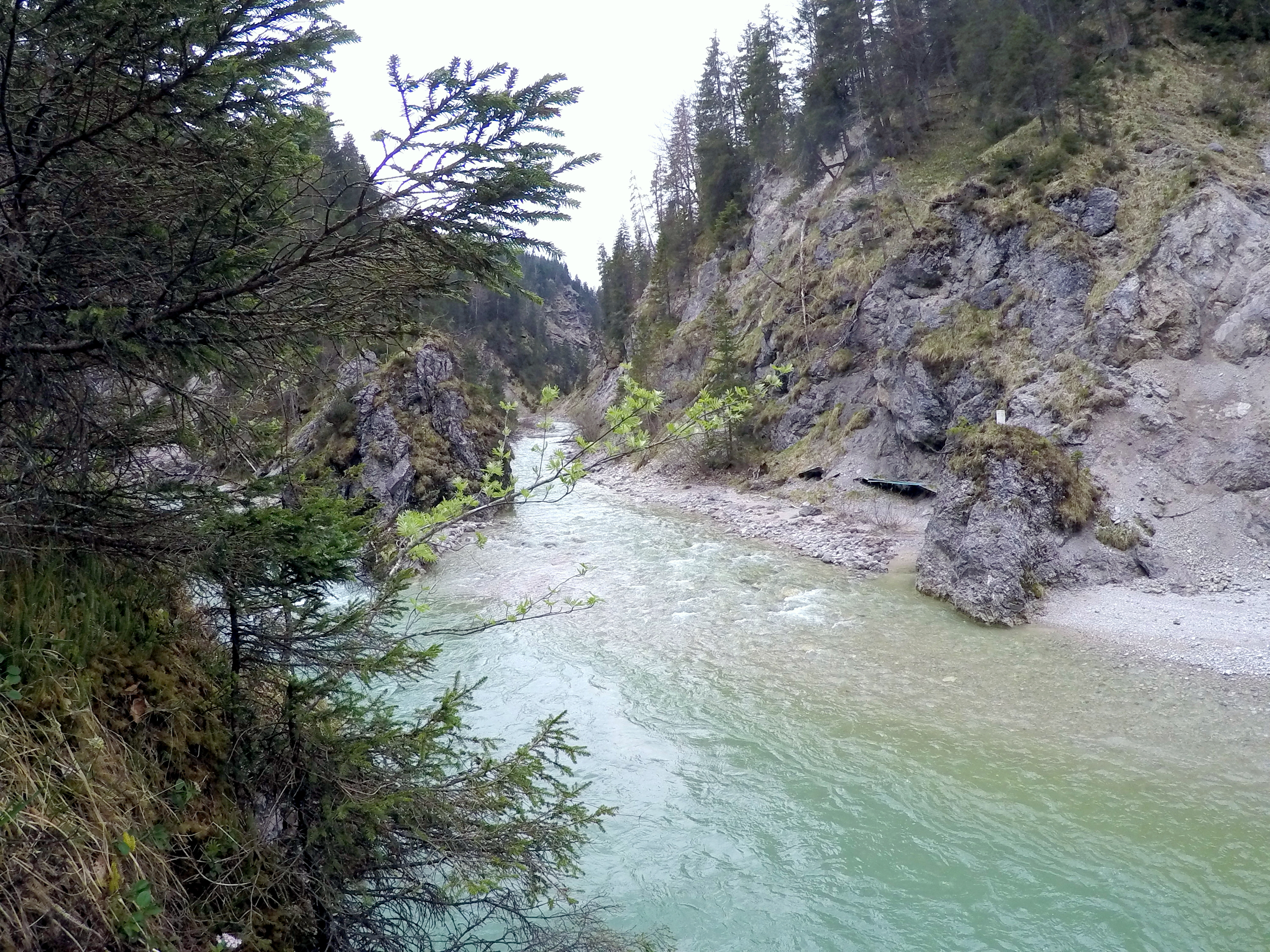

費默斯巴赫河是德國的河流，位於該國東南部，由巴伐利亞負責管轄，屬於里斯巴赫河的支流，河道全長11公里，流域面積35.8平方公里。